# Saint-Pierre-d'Aubézies
Saint-Pierre-d'Aubézies är en kommun i departementet Gers i regionen Occitanien i sydvästra Frankrike. Kommunen ligger i kantonen Aignan som tillhör arrondissementet Mirande. År 2022 hade Saint-Pierre-d'Aubézies 59 invånare.

## Befolkningsutveckling
Antalet invånare i kommunen Saint-Pierre-d'Aubézies
Referens:INSEE